# زفنیگ (اوور)
زفنیگ (به آلمانی: Sevenig) یک شهر در آلمان است که در بیتبورگ-پروم واقع شده‌است. زفنیگ ۶۱ نفر جمعیت دارد.